# Pell (rapper)
Jared Pellerin, noto come Pell (New Orleans, 29 maggio 1992), è un rapper, cantante e produttore discografico statunitense.
Nativo di New Orleans, ha guadagnato successo nel 2015 con il suo singolo Eleven:11 remixato da G-Eazy con il titolo di Got It Like That.

## Biografia
A causa dell'uragano Katrina, il giovane Pell è costretto ad abbandonare New Orleans per trasferirsi a Jackson con sua madre.
Mentre si ritrova a dover convivere con 10 membri della sua famiglia nella casa di sua nonna, Pell usa la sua beat machine come strumento per socializzare.
Frequenta temporaneamente la Mississippi State University.

## Carriera
Pell pubblica il suo primo e unico mixtape Floating While Dreaming nel 2014, ricevendo giudizi positivi.
Il suo primo EP LIMBO esce il 6 novembre 2015.
Egli pubblica due anni più tardi l'EP girasoul sotto la casa discografica Payday Records.

## Discografia
- 2014 - Floating While Dreaming
- 2015 - LIMBO
- 2019 - Gravity
- 2019 - glbl wrmng, vol 1
- 2021 - Floating While Dreaming II